# Friedrich Kaskeline
Friedrich Carl „Fritz“ Kaskeline (* 8. Mai 1863 in Prag; † 10. Januar 1938 in Berlin-Charlottenburg) war ein Schüler der Akademie der bildenden Künste Wien unter dem Historien- und Porträtmaler Christian Griepenkerl.

## Leben

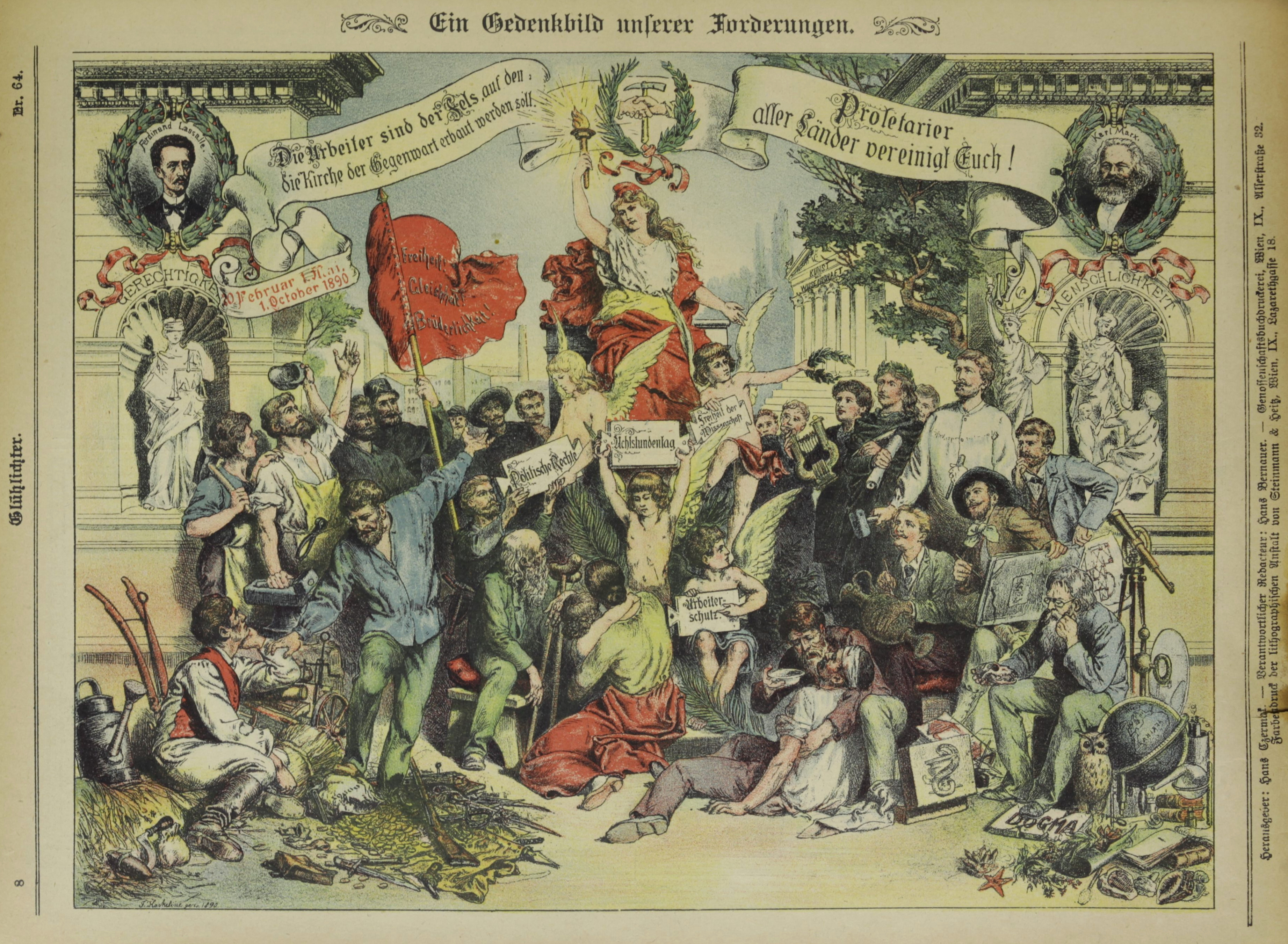
Die Arbeiterbewegung 1890

Nach dem Studium arbeitete Kaskeline für die Österreichische Sozialdemokratie. Vor 1890 war er Mitglied im verbotenen Apollo Raucher Klub, nach 1890 zweiter Schriftführer im Apollo Verein von Franz Schuhmeier. Er war beteiligt an der Gründung des Lese- und Diskutierklubs Veritas, aus dem später die Österreichische Hochschülerschaft und der Bund Sozialdemokratischer Akademiker wurde. Er war auf dem Hainfelder Parteitag 1888/89 und zeichnete das Bild: Die Arbeiterbewegung 1890. Das Bild wurde von Friedrich Engels wohlwollend beurteilt und Friedrich Engels nahm die Visitenkarte von Friedrich Kaskeline in seine Sammlung auf.
Kaskeline war der Illustrator der Sozialdemokratischen Humoristischen Zeitschriften Glühlichter und Rasple. In den Glühlichtern gestaltete er zahlreiche Karikaturen bekannter antisemitischer Politiker,. Er war Jude und ist auf dem jüdischen Friedhof Weißensee (Berlin) begraben.  Er hielt Vorträge in Arbeiter-Bildungsheimen und gab Zeichenunterricht. Ab 1894 arbeitete er zusätzlich als Special Artist der Englischen Zeitschriften Graphic und Daily Graphic. 1895 zeichnete er Bismarck als Ägir, die Zeitschrift Glühlichter wurde deshalb wegen Majestätsbeleidigung verurteilt.
1902 wurde Kaskelines Sohn Egon in Wien geboren. Circa 1907 wanderte er nach Deutschland aus und ließ sich in Berlin nieder. Mit Kriegsbeginn 1914 zeichnete er den Deutschen Kaiser Wilhelm II. mit dem Spruch: „Ich kenne keine Parteien mehr“ und nahm das Angebot des Kaisers an die Sozialdemokratie an. Im Ersten Weltkrieg schuf er Propagandagraphik und Kriegsbilder. Nach dem Ersten Weltkrieg zeichnete er keine weiteren politischen Bilder. Ab den 1920er Jahren erstellte er zahlreiche, qualitativ und thematisch sehr unterschiedliche Illustrationen auf Postkarten, die auch in England Erfolg hatten, sowie Gebrauchsgraphik.
Friedrich starb vermutlich in Haft oder in Folge seiner Inhaftierung in Berlin. Er war der Onkel von Wolfgang Kaskeline.